# Lípy u Mže
Lípy u Mže (nebo též Lípy v Křimicích) jsou památné stromy v Plzni-Křimicích. Obě vzrostlé a mohutné lípy velkolisté (Tilia platyphyllos) rostou na pravém břehu původního koryta řeky Mže nedaleko restaurace U Mže. Jejich stáří je odhadováno mezi 180 až 260 lety, výška přesahuje 35 m a 33 m, měřený obvod kmene je 414 cm a 494 cm (měření 2001). Za památné stromy vyhlášeny 18. února 2002, chráněny jsou pro svůj vzrůst.